# Eric Lichtenstein
Eric Lichtenstein (* 6. Oktober 1994 in Buenos Aires) ist ein ehemaliger argentinischer Automobilrennfahrer. Er startete 2013 in der GP3-Serie.

## Karriere
Lichtenstein begann seine Motorsportkarriere 2003 im Kartsport, in dem er bis 2011 aktiv blieb und mehrere Meistertitel in Argentinien gewann. In der Saison 2010/2011 machte er zudem Erfahrungen im Tourenwagen in der argentinischen Top Race Series. Dort wurde er mit einer Podest-Platzierung Elfter. Darüber hinaus nahm er 2011 an einigen Rennen im Formelsport teil. In der Formula Pilota China Series startete er zu drei von sechs Rennwochenenden, in der argentinischen Serie Fórmula Metropolitana absolvierte er zwei Rennen. 2012 entschied sich Lichtenstein für einen Wechsel nach Europa in die britische Formel Ford zu Jamun Racing. Lichtenstein startete elfmal von der Pole-Position und hatte mit elf Siegen aus 23 Rennen mehr Rennen als alle Gegner gewonnen. Dennoch reichte es am Saisonende nicht zum Titelgewinn und er wurde Gesamtdritter. Darüber hinaus nahm er an allen zwölf Rennen des Formel Ford EuroCups, der keine Gesamtwertung besaß, teil. Dort erzielte er drei Siege und fünf Pole-Positions.
Für die Saison 2013 erhielt Lichtenstein ein Cockpit bei Carlin in der GP3-Serie. Nach dem fünften Rennwochenende verlor er sein Cockpit, da sein Sponsor Velociudad Driver Management die vertraglich vereinbarten Zahlungen nicht überwiesen hatte. Im Gegensatz zu seinem Teamkollegen Nick Yelloly und seinem Nachfolger Alexander Sims blieb Lichtenstein ohne Podest-Platzierung und ohne Punkte. Er wurde 22. in der Fahrerwertung.

## Statistik

### Karrierestationen
| - 2003–2011: Kartsport - 2011: Top Race Series (Platz 11) - 2011: Formula Pilota China Series (Platz 17) | - 2011: Fórmula Metropolitana (Platz 22) - 2012: Britische Formel Ford (Platz 3) - 2012: Formel Ford EuroCup | - 2013: GP3-Serie (Platz 22) |

### Einzelergebnisse in der GP3-Serie
| Jahr | Team   | 1   | 2   | 3   | 4   | 5   | 6   | 7   | 8   | 9   | 10  | 11  | 12  | 13  | 14  | 15  | 16  | Punkte | Rang |
| ---- | ------ | --- | --- | --- | --- | --- | --- | --- | --- | --- | --- | --- | --- | --- | --- | --- | --- | ------ | ---- |
| 2013 | Carlin | ESP | ESP | ESP | ESP | GBR | GBR | GER | GER | HUN | HUN | BEL | BEL | ITA | ITA | UAE | UAE | 0      | 22.  |
| 2013 | Carlin | 18  | 10  | DNF | DNF | 14  | 10  | DNF | 21  | 18  | 16  |     |     |     |     |     |     | 0      | 22.  |